# Lingüística matemática
La lingüística matemática es la aplicación de técnicas estadísticas, probabilísticas o esquemas matemáticos abstractos a la comprensión de los fenómenos lingüísticos.
Aunque algunos de los primeros trabajos que hacían amplio uso de la estadística, la probabilidad y la teoría de la información datan de 1964, la lingüística matemática no es hoy en día un área establecida de la ciencia normal, ya que constituye una colección de trabajos heterogéneos, algunos de gran complejidad y muy ambiciosos, pero en general poco conocidos por la mayoría de lingüistas.

## Teoría de la información
Un enfoque posible de la lingüística matemática es la cuantificación de la cantidad de información. Estos estudios revelaron inicialmente la altísima redundancia existente en las lenguas naturales. C. E. Shanon calculó la entropía condicional de textos escritos en inglés, y probó que en esos textos la redundancia estadística era cercana al 80%; en otras lenguas se han obtenido valores similares.

## Estadística y Análisis del discurso
Las probabilidades combinatorias del lenguaje son tales que pueden usarse para identificar la autoría de un texto mediante contraste de hipótesis o la clasificación filogenética de lenguas (sin recurrir al método comparativo clásico).

## Gramáticas formales
Otra vía explorada en lingüística matemática es la construcción de gramáticas formales. Una gramática formal es un conjunto de reglas combinatorias capaces de generar un conjunto de oraciones o emisiones representativas de dicha lengua. Las gramáticas formales se han usado para el estudio de los lenguajes formales y como aproximación a modelos de lenguas naturales.